# 8 Korpus Zmechanizowany (ZSRR)
8 Korpus Zmechanizowany (ros. 8-й механизированный корпус) – wyższy związek taktyczny wojsk zmechanizowanych Armii Czerwonej okresu II wojny światowej.

## Formowanie i działania bojowe
Pierwsze formowanie 8 Korpusu Zmechanizowanego rozpoczęto 7 lipca 1940. Dowództwo sformowano na bazie dowództwa 4 Korpusu Kawalerii. W dniu ataku III Rzeszy na Związek Radziecki (22 czerwca 1941) 8 KZmech. liczył 31 927 żołnierzy oraz miał na stanie, od 858 do 932 czołgi (wg różnych źródeł), w tym: 100 szt. T-34, 71 szt. KW-1, 2 szt. KW-2, 14 szt. BT-2, 109 szt. BT-5, nieznaną liczbę BT-7, 344 szt T-26, w tym 50 z miotaczami płomieni (chemiczne), 48 szt. T-35, 47 szt. T-37/T-38/T-40. 8 KZmech. wchodził w skład Frontu Południowo-Zachodniego i stacjonował na terytorium Ukraińskiej Socjalistycznej Republiki Radzieckiej. Uczestniczył w walkach z niemiecką 1 Grupą Pancerną w rejonie Dubno – Łuck – Brody, ulegając prawie całkowitej zagładzie.
4 sierpnia 1941 roku na bazie dowództwa 8 KZmech. sformowano dowództwo 38 Armii.
Drugie formowanie 8 Korpusu Zmechanizowanego nastąpiło na podstawie rozkazu NKO nr 1124070 z 10 stycznia 1943. W skład korpusu zostały przekazane czołgi i armaty samobieżne ufundowane przez kołchoźników z Uzbeckiej Socjalistycznej Republiki Radzieckiej: 120 szt. T-34, 16 szt. SU-122 i 16 szt. SU-85. Wspomniani darczyńcy zebrali na ten cel 26 milionów rubli .
W dniu 14 stycznia 1945 na stanie 8 KZmech. było 253 czołgi, m.in.: 5 T-34, 21 IS-1/IS-2, 185 М4А2, 21 SU-85, 21 SU-76, 53 M3 Scout Car, 52 BA-64, 19 M17 MGMC.
W okresie styczeń 1943 – maj 1945 8 KZmech. uczestniczył w następujących operacjach:
- Operacja dnieprowsko-karpacka – 24.12.1943 – 17.04.1944,
- Operacja wschodniopruska – 13.01.1945 – 25.04.1945,
- Operacja wschodniopomorska (bitwa o Białogard) – 10.02.1945 – 04.04.1945,
- Operacja berlińska – 16.04.1945 – 08.05.1945.

## Dowódcy korpusu
- gen. por. Dmitrij Riabyszew[2] (lipiec 1940 – lipiec/sierpień 1941)
- gen. mjr Abram Chasin  (09.08.1943 – 10.01.1944)
- gen. mjr Iwan Driemow[3]
- gen. mjr Aleksander Firsowicz (11.01.1944 – 06.1945)

## Struktura organizacyjna
- 124 Dywizja Pancerna,
- 15 Dywizja Pancerna – przekazana wiosną 1941 roku do 15 Korpusu Zmechanizowanego,
- Dywizja Pancerna – od wiosny 1941 roku,
- 7 Dywizja Strzelecka (zmotoryzowana),
- 2 pułk motocyklowy i oddziały korpuśne: 192 samodzielny batalion łączności, 45 samodzielny zmotoryzowany batalion saperów i 108 samodzielna eskadra lotnicza.

Skład 22 czerwca 1941:
- 12 Dywizja Pancerna
- 34 Dywizja Pancerna
- 7 Dywizja Strzelecka (zmotoryzowana)

Stan 10 stycznia 1943:
- 66 Brygada Zmechanizowana,
  - 70 pułk czołgów,
- 67 Brygada Zmechanizowana,
  - 83 pułk czołgów,
- 68 Brygada Zmechanizowana,
  - 139 pułk czołgów,
- 116 Brygada Pancerna i oddziały korpuśne: 998 samodzielny batalion łączności (od 12.11.1943 r.), 147 samodzielny batalion saperów (od 12.11.1943 r.), 149 batalion remontowy (od 12.11.1943 r.), przeformowany 02.01.1945 r. na: 540 polowa baza remontowa czołgów, 545 polowa baza remontowa czołgów, 164 samodzielna kompania chemiczna (od 12.11.1943 r.), 613 samodzielna kompania transportowa (od 12.11.1943 r.), lotniczy oddział łączności (od 12.11.1943 r.), 173 piekarnia polowa od (12.11.1943 r.), 1828 polowa kasa Gosbanku (od 15.10.1943 r.) i 2655 poczta polowa (od 12.11.1943 r.).